# Scarus collana
Scarus collana is een  straalvinnige vissensoort uit de familie van papegaaivissen (Scaridae). De wetenschappelijke naam van de soort is voor het eerst geldig gepubliceerd in 1835 door Rüppell.
De soort staat op de Rode Lijst van de IUCN als niet bedreigd, beoordelingsjaar 2009.